# Eisten (Szwajcaria)
Eisten (gsw. Eischtu) – miejscowość i gmina (Politische Gemeinde) w południowej Szwajcarii, w kantonie Valais, w okręgu (Bezirk) Visp. Leży nad rzeką Saaservispa.

## Demografia
W Eisten mieszka 185 osób. W 2021 roku 4,3% populacji gminy stanowiły osoby urodzone poza Szwajcarią. 

## Transport
Przez teren gminy przebiega droga główna nr 212. 